# 배리 왓슨
배리 왓슨(Barry Watson, 1974년 4월 23일 ~ )은 미국의 배우이다.

## 출연 작품

### 영화
- 50피트 우먼 (1993)
- 팅글 부인 가르치기 (1999)
- 스트레인저(영어판) (2001)
- 오션스 일레븐 (2001)
- 소로리티 보이즈 (2002)
- 부기맨 (2005)
- Kiss At Pine Lake (2012)
- 서치 엔진스 (2016, Search Engines)
- 하늘에서 엄마가 보내준 선물 (2019, My Mom's Letter from Heaven)

### 텔레비전
- 우리 생애 나날들 (1990)
- SOS 해상 구조대 (1996)
- 제7의 천국 (1996-2006)
- 왓 어바웃 브라이언 (2006-07)
- 사만다 후? (2007-09)